# Ligne Kamikōchi
La ligne Kamikōchi (上高地線, Kamikōchi-sen) est une ligne ferroviaire exploitée par la compagnie Alpico Kotsu, située à Matsumoto, dans la préfecture de Nagano au Japon. Elle relie la gare de Matsumoto à celle de Shinshimashima.

## Histoire
La ligne ouvre le 2 octobre 1921 entre Matsumoto et Niimura. Elle est prolongée à Shimashima le 26 septembre 1922.
En septembre 1983, la section entre Shinshimashima et Shimashima est sévèrement endommagée par un typhon. Elle ferme l'année suivante.

## Caractéristiques

### Ligne
- Longueur : 14,7 km
- Ecartement des voies : 1 067 mm
- Nombre de voies : Voie unique
- Electrification : 1 500 V CC
- Vitesse maximale : 50 km/h

### Liste des gares
| Numéro | Gare                        | Nom japonais     | Distance depuis Matsumoto (km) | Correspondances          | Localisation |
| ------ | --------------------------- | ---------------- | ------------------------------ | ------------------------ | ------------ |
| AK-01  | Matsumoto                   | 松本             | 0                              | JR East : Shinonoi, Ōito | Matsumoto    |
| AK-02  | Nishi-Matsumoto             | 西松本           | 0,4                            |                          | Matsumoto    |
| AK-03  | Nagisa (ja)                 | 渚               | 1,1                            |                          | Matsumoto    |
| AK-04  | Shinano-Arai                | 信濃荒井         | 1,9                            |                          | Matsumoto    |
| AK-05  | Ōniwa                       | 大庭             | 2,6                            |                          | Matsumoto    |
| AK-06  | Shimonii                    | 下新             | 4,4                            |                          | Matsumoto    |
| AK-07  | Kitanii-Matsumotodaigakumae | 北新・松本大学前 | 5,4                            |                          | Matsumoto    |
| AK-08  | Niimura                     | 新村             | 6,2                            |                          | Matsumoto    |
| AK-09  | Samizo                      | 三溝             | 7,6                            |                          | Matsumoto    |
| AK-10  | Moriguchi                   | 森口             | 8,6                            |                          | Matsumoto    |
| AK-11  | Shimojima                   | 下島             | 9,5                            |                          | Matsumoto    |
| AK-12  | Hata                        | 波田             | 11,1                           |                          | Matsumoto    |
| AK-13  | Endō                        | 渕東             | 12,7                           |                          | Matsumoto    |
| AK-14  | Shinshimashima              | 新島々           | 14,4                           |                          | Matsumoto    |